# György Mogoy
György Mogoy (Igal, 14 agosto 1924 – ...) è stato un calciatore ungherese, di ruolo difensore.

## Caratteristiche tecniche
Giocò nel ruolo di difensore centrale.

## Carriera
Ha giocato nel campionato cecoslovacco, italiano, spagnolo e svizzero.